# Phaenochitonia cingulus
Phaenochitonia cingulus is een vlindersoort uit de familie van de prachtvlinders (Riodinidae) en de onderfamilie Riodininae.
De wetenschappelijke naam werd gepubliceerd in 1790 door Stoll.